# Bildungsinternationale
Die Bildungsinternationale (BI) – englisch 'Education International' (EI) – ist eine der Globalen Gewerkschaftsföderationen und Dachorganisation von rund vierhundert Bildungsgewerkschaften aus 170 Ländern. Sie wurde 1993 in Stockholm gegründet. Sitz ist die belgische Hauptstadt Brüssel. Die Regionalstruktur der Bildungsinternationale in Europa ist das Europäische Gewerkschaftskomitee für Bildung und Wissenschaft (EGBW, auf Englisch European Trade Union Committee for Education (ETUCE)).

## Geschichte

### 1912 bis 1945
Auf der Homepage der Education International wird deren Vorgeschichte bis ins Jahr 1912 zurückverfolgt, in dem in Belgien ein internationales Komitee der nationalen Lehrerverbände öffentlicher Schulen gegründet worden war. Die Arbeit dieser Organisation wurde zunächst durch den Ersten Weltkrieg unterbunden, bevor dann 1920 die Education Workers‘ International, die Internationale der Bildungsarbeiter entstand. Diese ist nach Gries der Vorläufer des Internationalen Berufssekretariat der Lehrer (IBSL), wobei die Education International noch weitere Organisationen benennt: die 1923 in San Francisco gegründete World Federation of Education Associations (WFEA) die International Federation of Teacher Associations. Nach Einschätzung der Education International handelte es sich bei allen genannten Verbänden um kleinere Organisationen, deren Mitglieder in Europa und Nordamerika beheimatet waren.
Das 1928 unter dem Dach des Internationalen Gewerkschaftsbundes gegründete ISBL kann dennoch als die wirkmächtigste Vorläuferorganisation der Bildungsinternationale angesehen. werden.

### Nach 1945
Das ISBL zerbrach mit dem Ausbruch des Zweiten Weltkriegs, die Arbeit wurde unter eingeschränkten Bedingungen England fortgesetzt. Erst 1951 wurde eine offizielle Nachfolgeorganisation des ISBL konstituiert, die Internationale Föderation der Freien Lehergewerkschaften (IFFL), die als Internationales Berufssekretariat des Internationalen Bundes Freier Gewerkschaften (IBFG) agierte.

Diese Neukonstituierung erfolgt vor dem Hintergrund des sich verschärfenden Kalten Kriegs, der seine Spuren auch in der Gewerkschaftsbewegung hinterließ.

„Nach dem Zweiten Weltkrieg wurde die Weltgewerkschaftsbewegung, einschließlich der Lehrerorganisationen, neu organisiert. Im Geiste der Kriegskooperation der Alliierten wurde im Oktober 1945 der Weltverband der Gewerkschaften (WFTU) mit Mitgliedschaften mit sehr unterschiedlichen Wurzeln und Ausrichtungen gegründet.
Es wurde jedoch schnell klar, dass die Organisation ‚von oben‘ von der Kommunistischen Partei der Sowjetunion kontrolliert wurde. Unabhängige, freie Gewerkschaften aus nationalen Zentren verließen den WFTU und gründeten zusammen mit einigen wenigen, die nicht dem WFTU angehörten, 1949 den Internationalen Bund Freier Gewerkschaften (IBFG).“

Die 1951 gegründete Internationale Föderation der Freien Lehergewerkschaften (IFFL) fusionierte 1993 mit dem 1952 gegründeten, liberal-konservativen Weltverband der Lehrerorganisationen (WCOTP), zeitweise von Wilhelm Ebert geführt, zur Bildungsinternationalen.

## Mitgliedsgewerkschaften in Deutschland, Österreich und der Schweiz
Die Bildungsinternationale repräsentiert 30 Millionen Menschen in allen Kontinenten. Hierzu zählen Beschäftigte aus allen bildungsrelevanten Bereichen, von der frühkindlichen Bildung über schulische und berufliche Bildung bis hin zur Universität. Die Bildungsinternationale ist der größte Branchengewerkschaftsbund weltweit und Mitbegründerin der Globalen Bildungskampagne. 
Mitgliedsorganisationen im deutschsprachigen Raum sind
- aus Deutschland: die Gewerkschaft Erziehung und Wissenschaft (GEW), der Verband Bildung und Erziehung (VBE) und der Bundesverband der Lehrerinnen und Lehrer an beruflichen Schulen (BLBS).
- aus Österreich: die Gewerkschaft Öffentlicher Dienst – ARGE Lehrer (GÖD). Sie ist mit etwa 230.000 Mitgliedern die zweitstärkste Gewerkschaft der sieben Fachgewerkschaften des ÖGB.
- aus der Schweiz: der Schweizerische Verband des Personals öffentlicher Dienste (VPOD), Gewerkschaft des Schweizerischen Gewerkschaftsbunds (SGB), der Dachverband Lehrerinnen und Lehrer Schweiz sowie Syndicat des enseignants romands.

## Weltkongresse der Bildungsinternationalen
Alle vier Jahre hält die Bildungsinternationale einen Weltkongress ab. Die Delegierten des Gewerkschaftsdachverbandes treffen sich auf den Weltkongressen, um über Programm und Budget zu entscheiden sowie den Vorstand zu wählen. Die letzten Weltkongresse der Bildungsinternationale fanden im Juli 2011 in Kapstadt (Südafrika) und im Juli 2015 in Ottawa (Kanada) statt.
Präsidentin der Bildungsinternationalen ist die Australierin Susan Hopgood. Generalsekretär ist seit dem 23. Januar 2018 David Edwards.

## Ziele des Gewerkschaftsverbandes
Die Bildungsinternationale fühlt sich neben Lehrkräften und dem Bildungspersonal auch den Schülern und den Studierenden verpflichtet. 
Eine gute und kostenlose Bildung ist aus ihrer Sicht ein fundamentales Menschenrecht, das sie durch den Ausbau, den Schutz und die Förderung öffentlich finanzierter Bildungssysteme, die gleiche Bildungschancen für alle bieten, erreicht wissen will. 
Der Gewerkschaftsdachverband möchte die Menschenrechte, das Recht von Arbeitnehmern auf Organisation in einer Gewerkschaft und die berufliche Freiheit ihrer Mitglieder schützen. Die Bildungsinternationale wendet sich gegen jede Art von Rassismus und Diskriminierung im Bildungsbereich und in der Gesellschaft, sei es aufgrund des Geschlechts, der Rasse, der sexuellen Orientierung, des Familienstatus, einer Behinderung, des Alters, der Religion, der politischen Orientierung oder Meinung, des sozialen oder ökonomischen Status, der Nationalität oder der ethnischen Herkunft.